# Йохан Казимир фон Ербах
Йохан Казимир фон Ербах (на немски: Johann Kasimir von Erbach; * 10 август 1584; † 14 януари 1627 в Швидница) е от 1606 г. граф на Ербах-Ербах, Бройберг и Вилденщайн.
Той е син, единадесетото дете, на граф Георг III фон Ербах (1548 – 1605) и втората съпруга графиня Анна фон Золмс-Лаубах (1557 – 1586), дящеря на граф Фридрих Магнус фон Золмс-Лаубах и графиня Агнес фон Вид.
След смъртта на баща му територията е поделена между синовете му. Йохан Казимир наследява през 1606 г. Ербах, Бройберг и Вилденщайн. Брат му Фридрих Магнус (1575 – 1618) наследява Фюрстенау и Райхенберг, брат му Лудвиг I (1579 - 1643), наследява части от Ербах и Фрайенщайн. Полубрат му Георг Албрехт I наследява Шьонберг и Зеехайм.
Той умира неженен и без деца на 41 години на 14 януари 1627 г. в Швидница и е погребан в Михелщат.Територията му е поделена между братята му.